# 8 Brygada Piechoty (PSZ)
8 Brygada Piechoty (8 BP) – brygada piechoty Polskich Sił Zbrojnych na Zachodzie.
Formowanie jednostki brygady rozpoczęto w lutym 1945, w Szkocji. Zdolność bojową miała osiągnąć do 1 czerwca 1945. W walkach na froncie nie wzięła udziału. oficerowie wywodzili się z I Korpusu Polskiego, a żołnierze w ok. 80% z Polaków przymusowo wcielonych do Wehrmachtu i Organizacji Todta. Stacjonowała pierwotnie w Bridge of Allan, a następnie w Crief. Wchodziła w skład 4 Dywizji Piechoty. Nawiązywała do tradycji oddziałów walczących we Francji w 1940.

## Skład organizacyjny
Organizacja i obsada personalna na podstawie 4 Dywizja Piechoty – Pamięci żołnierzy 4 DP i ich dowódcy gen. Glabisza. s. 24–25.
- Kwatera Główna
  - dowódca – płk Andrzej Bogacz
  - zastępca dowódcy – ppłk/ płk dypl. Jan Emisarski
  - szef sztabu – kpt. dypl. Józef Roman Utnicki[3]
  - dowódca kompanii sztabowej - por. Juliusz Grabowski
- 24 Śląski batalion piechoty
- 25 Pomorski batalion piechoty
- 26 Poznański batalion piechoty

## Barwy i znaki rozpoznawcze na pojazdach
- Patki na kołnierzach mundurów – granatowe z żółtą żyłką[1]
- Otoki na czapkach garnizonowych: granatowe[1]
- Znaki rozpoznawcze na pojazdach: tablica brązowa z cyfrą czarną: KG – 94, 24 bp – 67, 25 bp – 68, 26 bp –  69[1].